# Gallirallus calayanensis
Frango-d'água-de-calayan (Gallirallus calayanensis) é uma espécie de ave da família dos ralídeos, endêmica da ilha Calayan, nas Filipinas.